# Dolichopus barbicauda
Dolichopus barbicauda är en tvåvingeart som beskrevs av Van Duzee 1921. Dolichopus barbicauda ingår i släktet Dolichopus och familjen styltflugor. Inga underarter finns listade i Catalogue of Life.